# Brad Martin
Brad Martin (Hamilton, 12 de agosto de 1986) es un deportista canadiense que compitió en snowboard. Ganó una medalla de bronce en el Campeonato Mundial de Snowboard de 2007, en la prueba de halfpipe.

## Medallero internacional
| Campeonato Mundial | Campeonato Mundial | Campeonato Mundial | Campeonato Mundial |
| Año                | Lugar              | Medalla            | Competición        |
| ------------------ | ------------------ | ------------------ | ------------------ |
| 2007               | Arosa (Suiza)      | Medalla de bronce  | Halfpipe           |